# Archytas jurinoides
Archytas jurinoides är en tvåvingeart som först beskrevs av Giglio-tos 1893.  Archytas jurinoides ingår i släktet Archytas och familjen parasitflugor. Inga underarter finns listade i Catalogue of Life.